# ماونت لاگونا (کالیفرنیا)
ماونت لاگونا (به انگلیسی: Mount Laguna) یک منطقهٔ مسکونی در ایالات متحده آمریکا است که در شهرستان سن دیگو، کالیفرنیا واقع شده‌است. ماونت لاگونا ۴٫۳۹۵ کیلومتر مربع مساحت و ۵۷ نفر جمعیت دارد و ۱٬۷۴۸٫۹۶ متر بالاتر از سطح دریا واقع شده‌است.